# Gôtovany
Gôtovany este o comună slovacă, aflată în districtul Liptovský Mikuláš din regiunea Žilina. Localitatea se află la altitudinea de 587 m deasupra n.m., se întinde pe o suprafață de 2,91 km2 și în 2017 număra 456 de locuitori. Se învecinează cu comuna Galovany.

## Istoric
Localitatea Gôtovany este atestată documentar din 1267.

## Demografie
| An:                | 1994 | 2004   | 2014    | 2024    |
| ------------------ | ---- | ------ | ------- | ------- |
| Număr de persoane: | 379  | 389    | 440     | 511     |
| Diferență:         |      | +2,63% | +13,11% | +16,13% |

| An:                | 2023 | 2024   |
| ------------------ | ---- | ------ |
| Număr de persoane: | 503  | 511    |
| Diferență:         |      | +1,59% |